# Velîka Doroha, Nijîn
Velîka Doroha (în ucraineană Велика Дорога) este localitatea de reședință a comunei Velîka Doroha din raionul Nijîn, regiunea Cernihiv, Ucraina.

## Demografie
Componența lingvistică a localității Velîka Doroha
     Ucraineană (99,16%)
     Alte limbi (0,84%)
Conform recensământului din 2001, majoritatea populației localității Velîka Doroha era vorbitoare de ucraineană (99,16%), existând în minoritate și vorbitori de alte limbi.